# José María Errandonea
José María Errandonea Urtizberea (Irún, 12 de diciembre de 1940), fue un ciclista español, profesional entre 1966 y 1970, cuyos mayores éxitos deportivos los logró en la Vuelta a España donde consiguió 3 victorias de etapa, y en el Tour de Francia donde obtuvo 1 victoria de etapa. En ambas pruebas llegó a liderar la carrera.
Formado inicialmente como corredor de pista, participó en las pruebas de velocidad y de persecución por equipos de los Juegos Olímpicos de 1960 celebrados en Roma.
Posteriormente pasó al ciclismo en ruta y, tras unos años como aficionado (principalmente en las carreteras de Francia) en los que destaca el tercer puesto que obtuvo en la Volta a Cataluña de 1964, dio el salto al campo profesional en 1966, fichando como equipo Fagor. 
Como profesional destacan sus actuaciones en la Bicicleta Eibarresa, Vuelta a España y Tour de Francia. Su experiencia en la pista y su velocidad le ayudaron a ganar la contrarreloj corta (prólogo) con la que se dio inicio a la Vuelta ciclista a España 1966. Tras mantener el liderato 3 jornadas, cedió el maillot amarillo, aunque finalmente obtuvo una meritoria 10.ª plaza para un debutante en la prueba. Aquel año correría también por primera vez el Tour de Francia, finalizando la carrera en una discreta 56.ª plaza.
Al año siguiente, de una manera similar, Errandonea escribió la gesta más importante de su carrera al alzarse momentáneamente con el liderato del Tour de Francia de 1967. Era la primera ocasión en la que se disputaba una etapa prólogo en el Tour. Se trataba de una contrarreloj individual de algo menos de 6 km que iba a decidir el portador del maillot amarillo en las primeras etapas de la carrera. Cuando todo el mundo daba como ganador del prólogo a Raymond Poulidor, que había hecho el mejor tiempo de los favoritos y tan solo faltaban un puñado de corredores sin nombre por llegar a la meta; el especialista Errandonea marcó un tiempo 6 segundos mejor que Poulidor quedándose con la victoria de etapa y el maillot amarillo. El corredor vasco solo pudo mantener el maillot amarillo otra etapa más ya que una caída y la aparición de un inoportuno forúnculo le obligaron a abandonar en la tercera jornada, sin que el corredor vasco volviera a disputar más la prueba.
En 1968, convertido en jefe de filas del equipo Fagor, acudió de nuevo a la Vuelta a España, donde ganó una etapa y obtuvo el 4.º lugar de la general, cuajando su mejor actuación en esta competición. Aquel año ganaría la Bicicleta Eibarresa. En su último año (1970) ganaría su tercera etapa en la Vuelta a España.

## Palmarés
1961
- Campeón de España de Persecución (pista)

1963
- Campeón de España por Regiones

1966
- 1 etapa de la Vuelta ciclista a España 1966 (además de 3 jornadas como líder y el 10.º puesto en la general)
- 1 etapa del Gran Premio de la Bicicleta Eibarresa

1967
- 1 etapa del Gran Premio de la Bicicleta Eibarresa
- 1 etapa del Tour de Francia (2 jornadas con el maillot amarillo)

1968
- 1 etapa de la Vuelta a España
- 4 Vuelta a España
- Gran Premio de la Bicicleta Eibarresa

1970
- 1 etapa de la Vuelta a España

## Resultados en Grandes Vueltas y Campeonato del Mundo
Durante su carrera deportiva ha conseguido los siguientes puestos en las Grandes Vueltas y en los Campeonatos del Mundo en carretera:
| Carrera         | 1962 | 1963 | 1964 | 1965 | 1966    | 1967 | 1968   | 1969 | 1970 |
| --------------- | ---- | ---- | ---- | ---- | ------- | ---- | ------ | ---- | ---- |
| Giro de Italia  | -    | -    | -    | -    | -       | -    | 40.º   | -    | -    |
| Tour de Francia | -    | -    | -    | -    | 56.º    | Ab.  | -      | -    | -    |
| Vuelta a España | -    | -    | -    | Ab.  | '10..º' | 23.º | '4..º' | -    | 35.º |
| Mundial en Ruta | -    | -    | -    | -    | -       | -    | -      | -    | -    |

-: No participa

Ab.: Abandono

## Equipos
- Frimatic (1962-1963)
- Pelforth (1964-1965)
- Fagor (1966-1970)